# Barre (Wisconsin)
Barre es un municipio del condado de La Crosse, Wisconsin, Estados Unidos. Tiene una población estimada, a mediados de 2023, de 1265 habitantes.

## Geografía
Está ubicado en las coordenadas 43°50′31″N 91°05′00″O / 43.84194, -91.08333 (43.842057, -91.083204). Según la Oficina del Censo, tiene una superficie de 53.53 km² de tierra firme y 0.003 km² de agua.

## Demografía
Según el censo de 2020, en ese momento había 1267 personas residiendo en la zona. La densidad de población era de 23.7 hab./km². El 95.1% de los habitantes eran blancos, el 0.1% era afroamericano, el 0.2% eran amerindios, el 0.9% eran asiáticos, el 0.6% eran de otras razas y el 3.1% eran de una mezcla de razas. Del total de la población, el 1.2% eran hispanos o latinos de cualquier raza.